# Деян Цаков
Деян Цаков е български футболист, бивш играч на Червено знаме (Павликени).

## Биография
Деян Цаков е роден на 25 януари 1969 г.
Легендарен футблист на Спартак (Плевен), Червено знаме (Павликени). Следва трансфер в „Хаузен“ Германия. След кратък период е на крачка от трансфер в отбора от първа Бундеслига „Локомотиве“ (Лайпциг), но в последния момент трансферът пропада. Следват няколко години в „БСЦ“ (Ерланген), където е обявен за най-добрия футболист за всички времена. В края на кариерата си се завръща отново в „Хаузен“, където завършва славната си кариера.